# Sintula pseudocorniger
Sintula pseudocorniger är en spindelart som beskrevs av Robert Bosmans 1991. Sintula pseudocorniger ingår i släktet Sintula och familjen täckvävarspindlar. Inga underarter finns listade i Catalogue of Life.